# Голяма беседкова птица
Голяма беседкова птица (Chlamydera nuchalis) е вид птица от семейство Ptilonorhynchidae.

## Разпространение
Видът е разпространен в Австралия.